# Willem Mengelberg
Josef Willem Mengelberg (ur. 28 marca 1871 w Utrechcie, zm. 22 marca 1951 w Zuort w kantonie Gryzonia) – holenderski dyrygent.

## Życiorys
Ukończył konserwatorium w Utrechcie, następnie kształcił się w konserwatorium w Kolonii u Franza Wüllnera (dyrygentura), Isidora Seissa (fortepian) i Adolfa Jensena (kompozycja). W latach 1891–1894 był dyrygentem orkiestry w Lucernie. W 1895 roku objął kierownictwo Koninklijk Concertgebouworkest w Amsterdamie, którą kierował przez następne pół wieku, do 1945 roku, tworząc z niej w tym czasie jedną z wiodących orkiestr europejskich. W latach 1907–1920 dyrygował Museumskonzerte we Frankfurcie nad Menem. Od 1922 do 1930 roku był dyrektorem muzycznym Filharmonii Nowojorskiej, w ostatnim sezonie wspólnie z Arturo Toscaninim. W 1928 roku otrzymał doktorat honoris causa Uniwersytetu Columbia. Od 1933 roku wykładał na Uniwersytecie Utrechckim. W czasie II wojny światowej reprezentował postawę pronazistowską, co skutkowało otrzymaniem w 1945 roku zakazu występów publicznych w ojczyźnie, w związku z czym ostatnie lata życia spędził na emigracji w Szwajcarii.

## Odznaczenia i wyróżnienia
- holenderski krzyż kawalerski Orderu Oranje-Nassau (1898)[3]
- holenderski krzyż oficerski Orderu Oranje-Nassau (1902)[3]
- holenderski krzyż kawalerski Orderu Lwa Niderlandzkiego (1907)[3]
- holenderski srebrny Medal Honorowy za Sztukę i Naukę (1907)[3]
- holenderski złoty Medal Honorowy za Sztukę i Naukę (1913)[3]
- holenderski krzyż komandorski Orderu Oranje-Nassau (1920)[3]
- holenderski krzyż wielki oficerski Orderu Oranje-Nassau (1934)[3]
- duński krzyż komandorski II klasy Orderu Danebroga (1914)[4]
- belgijski krzyż oficerski Orderu Korony[5].

## Dorobek
Jako dyrygent prezentował różnorodny repertuar, obejmujący zarówno dzieła Vivaldiego czy Bacha, jak i twórców XX-wiecznych. Propagował twórczość kompozytorów niemieckich, zwłaszcza Gustava Mahlera i Richarda Straussa, z którymi prywatnie przyjaźnił się. Mahler zadedykował Mengelbergowi swoją V i VIII Symfonię, Strauss natomiast poemat symfoniczny Życie bohatera. W 1920 roku wraz z Concertgebouworkest wykonał podczas cyklu 9 koncertów wszystkie symfonie Mahlera. Dokonał prawykonań licznych dzieł, m.in. Życia bohatera Richarda Straussa (1898), Konzert im alten Stil Maxa Regera (1912), Concerto in modo misolidio Ottorino Respighiego (1924), Carnaval d’Aix Dariusa Milhauda (1926), Háry János – Suite Zoltána Kodálya (1927), II koncertu skrzypcowego Béli Bartóka (1939), Der Schwanendreher (1935) i Koncertu skrzypcowego (1940) Paula Hindemitha, I (1930) i III Symfonii (1935) Willema Pijpera.